# Mister Monde 2010
Ne doit pas être confondu avec Manhunt international 2010.

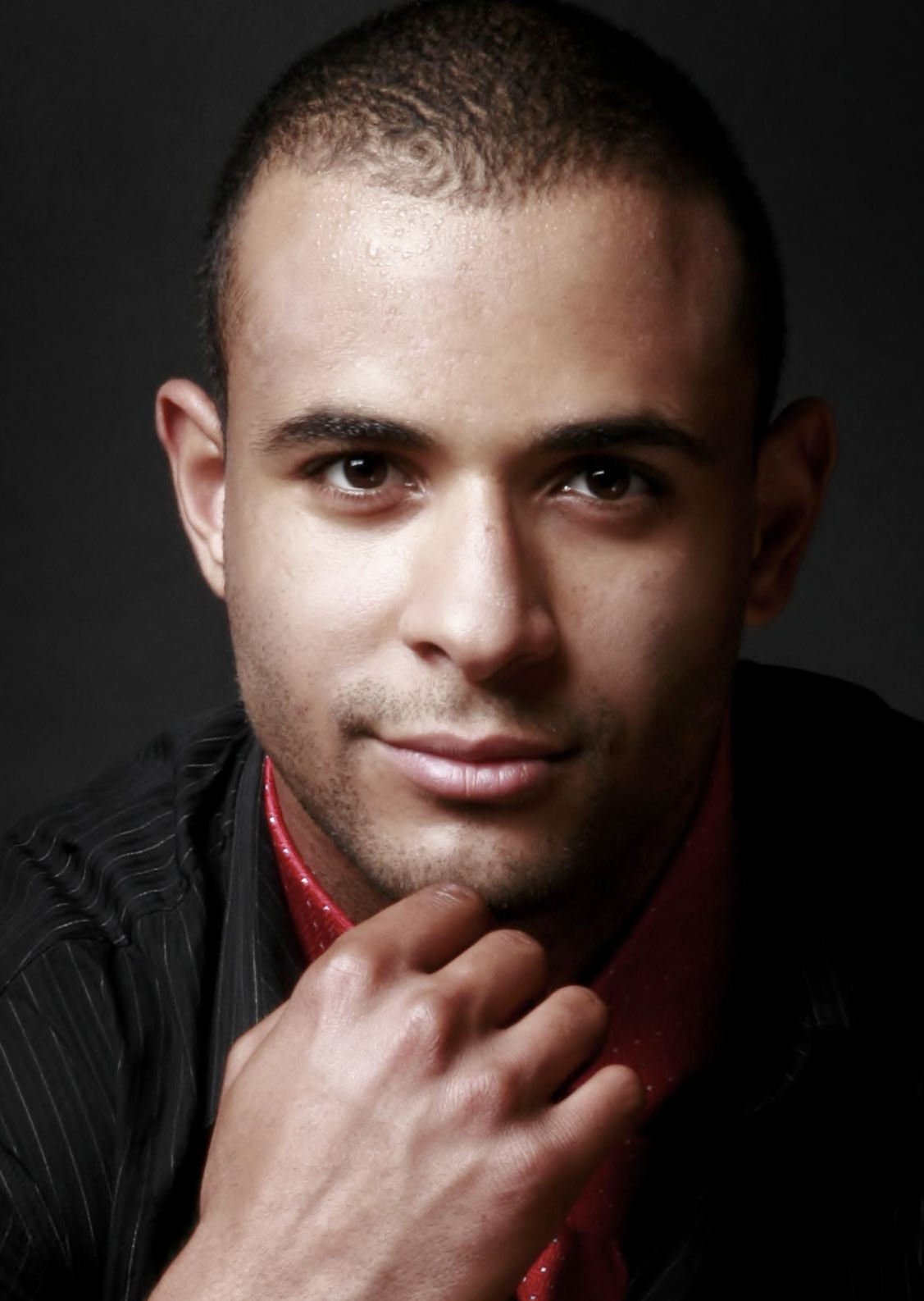
Portrait de Kamal Ibrahim, vainqueur Mister Monde 2010.

Mister Monde 2010 est la 6e édition du concours international de beauté masculine Mister Monde. Il s'est déroulé à Incheon (Corée du Sud), le 27 mars 2010. Le vainqueur est le mannequin irlandais Kamal Ibrahim. Ses deux premiers dauphins sont Josef Karas et Kenneth Okolie représentant respectivement la République tchèque et le Nigeria,,.

## Résultats

### Classement
| Résultat final         | Participant |
| ---------------------- | --- |
| Mister Monde 2010      | - Kamal Ibrahim |
| 1er dauphin            | - Josef Karas |
| 2d dauphin             | - Kenneth Okolie, |
| Top 5 finalistes       | - Abdel-Rahman Balaa - Honza Filipi |
| Top 15 demi-finalistes | - Jonas Sulzbach - Michael Piechler - Lampros Danas - Emmanuel Binga - Inder Bajwa - Ji-Kwang Yoo - Alvaro Álvarez - Matthew Poole - José Manuel Flores - Jonny Rees |

### Autres concours

#### Mr World Talent
Mr World Talent s'est déroulé à Gyeongju en Corée du Sud, le 18 mars 2010.
| Résultat final | Participants |
| -------------- | --- |
| Vainqueur      | - Ji-Kwang Yoo |
| 1er dauphin    | - Willem Vermuyten |
| 2d dauphin     | - Sergey Kolenchikov |
| Top 6          | - Linanda Kotengo - Jaco de Bruyn - José Manuel Flores |
| Top 20         | - Kendrick Kemp - Christos Christodoulides - Josef Karas - Andreas Kattou - Carlos Orantes - Wesley Lee - Inder Bajwa - Kamal Ibrahim - Hareruya Konno - Roman Mironov - Kevin Bellgrade - Kenneth Okolie - Phakeme Dlamini - Ivan Rusilko |